# 玛丽·韦策拉
玛丽·韦策拉（德語：Marie Vetsera，1871年3月19日—1889年1月30日），韦策拉男爵，奥匈帝国皇储鲁道夫之情婦。

## 生平

### 早年生活
玛丽·韦策拉是外交官阿尔宾·冯·韦策拉 (Albin von Vetsera )和妻子海伦妮·韦策拉 (Helene Vetsera) 的第三个孩子。
父母從她和几个姐姐幼年時就期望她們嫁入重要家族以提高娘家社会地位。

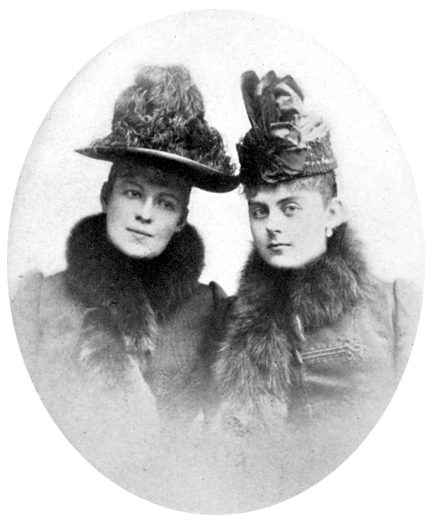
（左）和玛丽·韦策拉（右）

为了把女儿介绍给地位高贵的男士，海伦妮举行奢华的派对，试图与宫廷人物交往。她以“优雅和着装品味”而闻名，因热爱在弗洛伊德瑙球场举行的赛马会而获得了“草坪天使”的绰号。伊丽莎白皇后的侄女和维瑟拉最亲密的朋友之一拉里施·冯·门尼希，声称她曾吐露：“妈妈不爱我……从我还是个小女孩开始，她就把我当成她的最大优势进行处置。”

### 太子的情妇
玛丽·韦策拉于1888年11月会见了鲁道夫太子，他们开始了为期三个月的恋情。然而也有其他人声称这段恋情持续了三年，即从韦策拉约十五岁时开始。 
（1889年1月下旬，在罗伊斯大使的招待会上）鲁道夫注意到了我，离开史蒂芬妮径直向我走来。“她在那儿，”他没有任何开场白地说，“啊，要是有人能把我从她的身边救出来就好了！”
“她”是玛丽亚·韦策拉，他那张拥有热切面孔的情妇。我也看了一眼那诱惑者。两只明亮的眼睛与我相遇。一个词就能描述她，玛丽是一位帝国的苏丹娜，她不惧怕其他的宠儿，她对自己丰满的身材、美貌、深邃的黑眼睛、浮雕般的轮廓、女神的喉咙和迷人的感官优雅所拥有的魅力完全自信。她完全占有了鲁道夫，她渴望他能娶她。他们的交往持续了三年……
在晚会上，我被我妹夫的神经衰弱所震惊，但我认为最好通过说一两句关于玛丽的事来让他平静下来，这会让他高兴。所以我很简单地说：“她很漂亮。”

……鲁道夫没有回答我就离开了。片刻后，他回来了，喃喃道：“我根本离不开她。”——路易丝公主，My Own Affairs, 1921, p.120
考虑到她母亲对她嫁入有地位人家的期望，以及鲁道夫与史蒂芬妮公主已经结婚的事实，她的家人和朋友认为这种關係很愚蠢，而且可能会给家族名声造成負面影响。当她的母亲发现她送给鲁道夫一个她亲自雕刻的香烟盒时，她的母亲说：“她在17岁时就让自己喪盡顏面，不仅毁了她的生活，也毁了家人的生活……”韦策拉的朋友莫林·艾伦（Maureen Allen）回忆说，她没有轻率地对待这段感情或之前的任何一段感情，她“非常认真……人们认为她没有轻视爱情，而是相当认真。” 虽然鲁道夫不仅有妻子和孩子，还有其他情人，但韦策拉并没有轉而追求其他符合条件的男子，而是把所有心力都放在鲁道夫身上。她似乎认为自己可对史蒂芬妮公主构成威胁，甚至可以篡夺她的地位和头衔。

### 梅耶林惨案

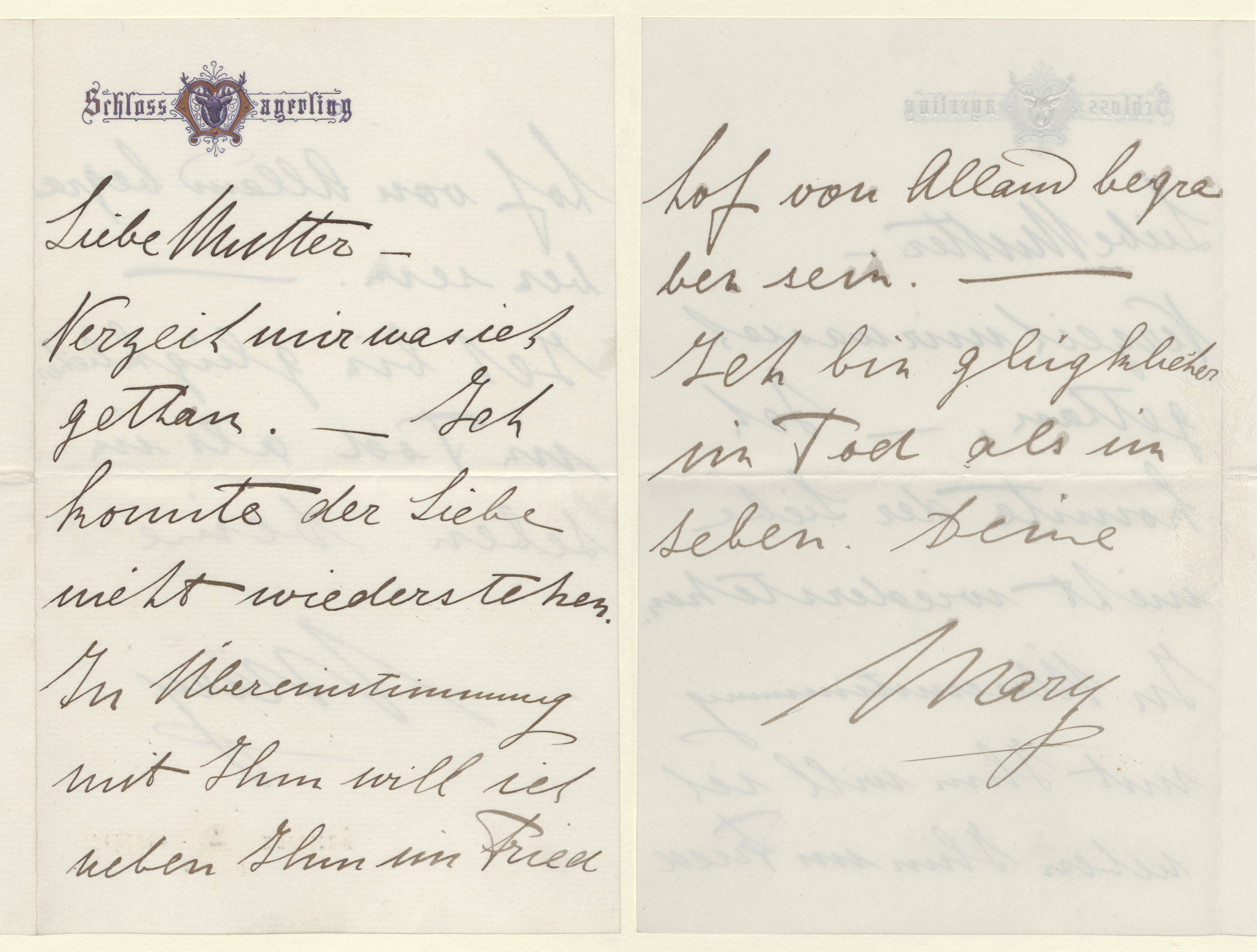
韦策拉的遗书

韦策拉同鲁道夫于1889年1月30日在梅耶林的猎宫一起自杀，时年17岁。